# Lambert-Nunatak
Der Lambert-Nunatak ist ein Nunatak im westantarktischen Marie-Byrd-Land. Er ragt aus der Schneedecke im Südosten der Coulter Heights auf.
Der United States Geological Survey kartierte ihn anhand eigener Vermessungen und mithilfe von Luftaufnahmen der United States Navy zwischen 1959 und 1965. Das Advisory Committee on Antarctic Names benannte ihn nach Paul A. Lambert, Hauptquartiermeister auf dem Eisbrecher USS Glacier von 1961 bis 1962.